# Porotica
Porotica là một chi bướm đêm thuộc họ Coleophoridae.